# Samoidae
Samoidae es una familia del infraorden Grassatores que aloja unas cincuenta especies descriptas.

## Descripción
El cuerpo de estas arañas mide de dos a seis mm de largo. Poseen diversos colores según la especie, incluyendo marrón claro, amarillo o verde amarillento con motas oscuras, y a veces marrón oscuro.

## Distribución
Las especies de Samoidae que habitan en Polinesia, Melanesia, Australia, México, las Indias Occidentales y Venezuela son todas muy parecidas, mientras que las especies de África, Madagascar, Seychelles e Indonesia manifiestan significativas diferencias.

## Nombre
El nombre del género tipo deriva de la localidad de Samoa donde habita el tipo.

## Especies
- Akdalima Silhavy, 1977

- Akdalima jamaicana V. Silhavy, 1979 — Jamaica
- Akdalima vomeroi Silhavy, 1977 — México

- Arganotus Silhavy, 1977

- Arganotus macrochelis (Goodnight & Goodnight, 1953) — México
- Arganotus robustus V. Silhavy, 1979 — Haití
- Arganotus strinatii V. Silhavy, 1979 — Guatemala

- Badessa Sørensen, in L. Koch 1886

- Badessa ampycoides Sørensen, in L. Koch 1886 — Fiji

- Badessania Roewer, 1949

- Badessania metatarsalis Roewer, 1949 — Nueva Gales del Sur

- Benoitinus M. Rambla, 1983

- Benoitinus elegans M. Rambla, 1983 — Seychelles

- Cornigera M. A. González-Sponga, 1987

- Cornigera flava M. A. González-Sponga, 1987 — Venezuela

- Feretrius Simon, 1879

- Feretrius quadrioculatus (L. Koch, 1865) — Samoa

- Fijicolana Roewer, 1963

- Fijicolana tuberculata Roewer, 1963 — Melanesia

- Hovanoceros Lawrence, 1959

- Hovanoceros bison Lawrence, 1959

- Hummelinckiolus V. Silhavy, 1979

- Hummelinckiolus parvus V. Silhavy, 1979 — islas Leeward (Guadalupe, Montserrat, St. Kitts, Nevis)
- † Hummelinckiolus silhavyi Cokendolpher & Poinar, 1998 — fósil: ámbar Dominicano

- Kalominua Sørensen, 1932 — Venezuela

- Kalominua alta (M. A. González-Sponga, 1987)
- Kalominua bicolor Sørensen, 1932
- Kalominua bromeliaca (M. A. González-Sponga, 1987)
- Kalominua inermichela (H. E. M. Soares & S. Avram, 1981)
- Kalominua leonensis (M. A. González-Sponga, 1987)
- Kalominua manueli (M. A. González-Sponga, 1987)
- Kalominua minuta (M. A. González-Sponga, 1987)
- Kalominua tiarensis (M. A. González-Sponga, 1987)

- Malgaceros Lawrence, 1959

- Malgaceros boviceps Lawrence, 1959

- Maracaynatum Roewer, 1949

- Maracaynatum cubanum V. Silhavy, 1979 — Cuba
- Maracaynatum linaresi (H. E. M. Soares & S. Avram, 1981) — Venezuela
- Maracaynatum mariaeteresae M. A. González-Sponga, 1987 — Venezuela
- Maracaynatum orchidearum Roewer, 1949 — Venezuela
- Maracaynatum stridulans V. Silhavy, 1979 — Cuba
- Maracaynatum trinidadense V. Silhavy, 1979 — Trinidad

- Microconomma Roewer, 1915

- Microconomma armatipes Roewer, 1915 — Camerún

- Mitraceras Loman, 1902 — Seychelles

- Mitraceras crassipalpum Loman, 1902
- Mitraceras pulchra M. Rambla, 1983

- Neocynortina Goodnight & Goodnight, 1983

- Neocynortina dixoni Goodnight & Goodnight, 1983 — Costa Rica

- Orsa V. Silhavy, 1979

- Orsa daphne V. Silhavy, 1979 — Haití

- Parasamoa Goodnight & Goodnight, 1957

- Parasamoa gressitti Goodnight & Goodnight, 1957

- Pellobunus Banks, 1905

- Pellobunus camburalesi M. Rambla, 1978 — Venezuela
- Pellobunus haitiensis (V. Silhavy, 1979) — Haití
- Pellobunus insularis Banks, 1905 — Costa Rica, Panamá
- Pellobunus insulcatus (Roewer, 1954) — El Salvador
- Pellobunus longipalpus Goodnight & Goodnight, 1947 — Trinidad
- Pellobunus mexicanus Goodnight & Goodnight, 1971 — México
- † Pellobunus proavus J. C. Cokendolpher, 1987 — fósil: ámbar Dominicano
- Pellobunus trispinatus Goodnight & Goodnight, 1947 — Trinidad

- Reventula V. Silhavy, 1979

- Reventula amabilis V. Silhavy, 1979 — Jamaica

- Samoa Sørensen, in L. Koch 1886

- Samoa variabilis Sørensen, in L. Koch 1886 — Samoa
- Samoa obscura Sørensen, in L. Koch 1886 — Samoa
- Samoa sechellana M. Rambla, 1983 — Seychelles

- Sawaiellus Roewer, 1949

- Sawaiellus berlandi Roewer, 1949 — Samoa

- Tetebius Roewer, 1949

- Tetebius latibunus Roewer, 1949 — Tete, Mozambique

- Vlachiolus V. Silhavy, 1979

- Vlachiolus vojtechi V. Silhavy, 1979 — Cuba

- Waigeucola Roewer, 1949

- Waigeucola palpalis Roewer, 1949 — Indonesia